# Delegação de Kaduna na Assembleia Nacional da Nigéria
A delegação de Kaduna da Assembleia Nacional da Nigéria compreende três  Senadores representando Kaduna Central Kaduna Norte, e Kaduna Sul, e quinze Representantes representando Birnin-Gwari/Giwa,  Lere,  Zangon Kataf/Jaba,  Jema'a/Sanga,  Kaura,  Kauru,  Igabi,  Chikun/Kajuru,  Kachia/Kagarko,  Kaduna Sul,  Makarfi/Kudan,  Ikara/Kubau,  Kaduna Norte,  Soba, Zaria Federal.

## Quarta República

### O 4º Parlamento (1999 - 2003)
|               |                          |         |                   |           |
| Cargo         | Nome                     | Partido | Eleitorado        | Período   |
|               |                          |         |                   |           |
| Senador       | Aruwa Muktar Ahmed M.    | ANPP    | Kaduna Central    | 1999–2003 |
| Senador       | Tafida Dalhatu S.        | PDP     | Kaduna Norte      | 1999–2003 |
| Senador       | Zeego Haruna Aziz        | PDP     | Kaduna Sul        | 1999–2003 |
|               |                          |         |                   |           |
| Representante | Ahmed Maiwada            | PDP     | Birnin-Gwari/Giwa | 1999–2003 |
| Representante | Aliyu InuwaM.            | PDP     | Lere              | 1999–2003 |
| Representante | Asake Jonathan           | ANPP    | Zangon Kataf/Jaba | 1999–2003 |
| Representante | Audu Ado Dogo            | PDP     | Jema'a/Sanga      | 1999–2003 |
| Representante | Aya Florence Diya        | PDP     | Kaura             | 1999–2003 |
| Representante | Dansa Audu               | PDP     | Kauru             | 1999–2003 |
| Representante | Haruna Mohammed Mikalu   | ANPP    | Igabi             | 1999–2003 |
| Representante | Isiaku Yakubu M.         | PDP     | Chikun/Kajuru     | 1999–2003 |
| Representante | Jagaba Adams             | PDP     | Kachia/Kagarko    | 1999–2003 |
| Representante | Koji Binta Garba         | ANPP    | Kaduna Sul        | 1999–2003 |
| Representante | Liiloro Mohammed Hussain | PDP     | Makarfi/Kudan     | 1999–2003 |
| Representante | Paki Tijjani Sani        | PDP     | Ikara/Kubau       | 1999–2003 |
| Representante | Tanko Yahaya             | PDP     | Kaduna Norte      | 1999–2003 |
| Representante | Tukur Abdul'Rauf         | PDP     | Soba              | 1999–2003 |
| Representante | Usman Abdukadir          | PDP     | Zaria Federal     | 1999–2003 |